# پانچکس ساکارامی
پانچکس ساکارامی با نام علمی Pachypanchax sakaramyi، گونه‌ای از برکه ماهیها و ساده لبان و بومی ماداگاسکار است. این گونه فقط از رودخانه‌های ساکارامی و آنتونگومباتو با گزارش‌هایی مبنی بر یافتن آن در چندین دریاچه دهانه شناخته شده‌است. زیستگاه طبیعی آن رودخانه‌ها و دریاچه‌های آب شیرین است. پانچکس ساکارامی به دلیل نابودی زیستگاه و گونه‌های مهاجم در معرض تهدید است.